# إلشان مرادي
إلشان مرادي آبادي (الفارسية: الشن مرادی ابدی؛ من مواليد 22 أيار 1985 م) هو أستاذ كبير في الشطرنج وهو أمريكي من أصل إيراني.

## السيرة
عندما كان عمره 16 عامًا، فاز ببطولة الشطرنج الإيرانية عام 2001 بنتيجة 10/11، متقدمًا على إحسان قائم مقامي.
كان أحد أعضاء المنتخب الإيراني في أول دورة ألعاب عالمية للرياضات الذهنية التي أقيمت في بكين (2008)، حيث حصل المنتخب الإيراني بشكل مفاجئ على المركز الثالث متقدمًا على المجر والولايات المتحدة والهند.
في عام 2009 تعادل في المركز الثالث إلى الثامن مع أنطون فيليبوف، وفاديم مالاخاتكو، وميراب جاجوناشفيلي، وألكسندر شابالوف، ونياز مرشد في بطولة رافانا للتحدي في كولومبو. 
شارك في كأس العالم للشطرنج 2011، لكنه خرج في الجولة الأولى على يد لينير دومينغيز.
فاز بالبطولة النهائية للشطرنج الجامعي مع جامعة تكساس تك في عام 2012. وفي عام 2015، فاز ببطولة عموم أمريكا للشطرنج الجماعي للجامعات لأول مرة مع فريق الشطرنج بجامعة تكساس تك.
في شباط 2016، أصبح مرادي ثاني لاعب شطرنج إيراني يصل إلى 2600 نقطة إيلو بعد إحسان قائم مقامي، وفي الشهر التالي، سجل 2603 نقطة في سجله الشخصي. وفي العام نفسه، فاز ببطولة واشنطن الدولية متقدمًا على غاتا كامسكي وإيليا سميرين.
بدأ مرادي تمثيل اتحاد الشطرنج الأمريكي في شباط 2017 م.
في عام 2019، تعادل مرادي في المركز الأول في بطولة الولايات المتحدة للمحترفين في الشطرنج.
في عام 2022، تقاسم مرادي المركز الأول في بطولة الولايات المتحدة المفتوحة للشطرنج رقم 122 مع أليكسي سوروكين بنتيجة 8/9 لكنه خسر في الشوط الفاصل. وبما أن سوروكين يمثل روسيا، فقد تأهل مرادي لبطولة الولايات المتحدة لعام 2022.

## التعليم
درس في إيران مدارس المنظمة الوطنية لتنمية المواهب الاستثنائية وهي مؤسسة تبحث عن المواهب في إيران، من عام 1996 إلى عام 2003. بعد اجتيازه امتحان القبول الجامعي في إيران، بدأ الدراسة في جامعة شريف للتقنية. تخرج من جامعة شريف للتقنية بدرجة البكالوريوس في الهندسة الكيميائية.
حصل مرادي على درجة الماجستير في إدارة الأعمال من كلية راولز للأعمال.

## روابط خارجية
- صفحة اللاعب «إلشان مرادي آبادي» على موقع مباريات الشطرنج